# Kyselka (Kyselka)

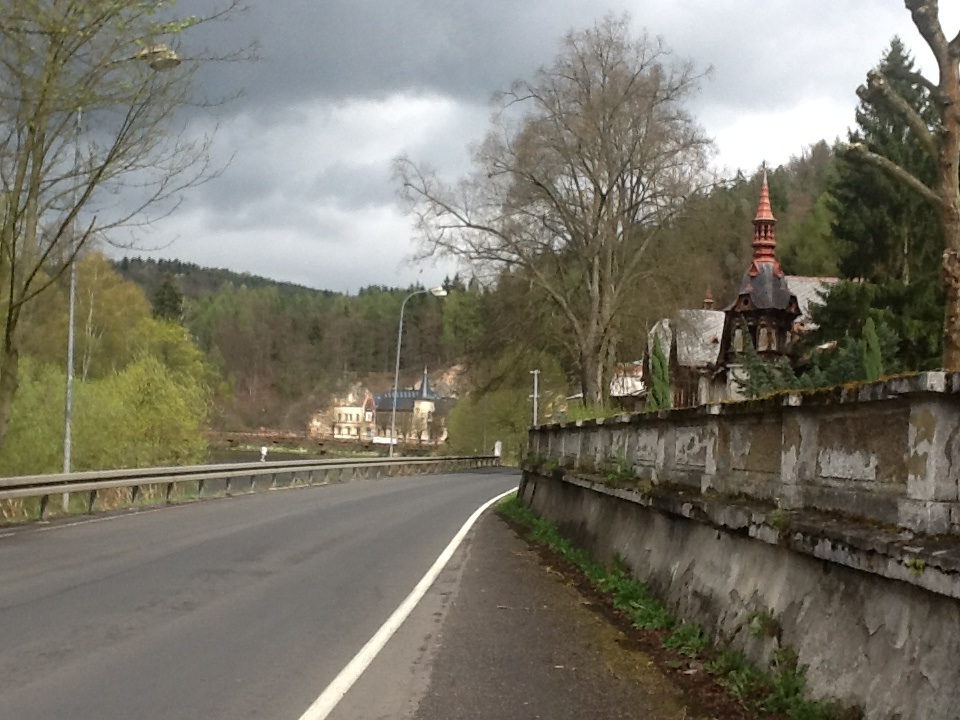
Kyselka 2014

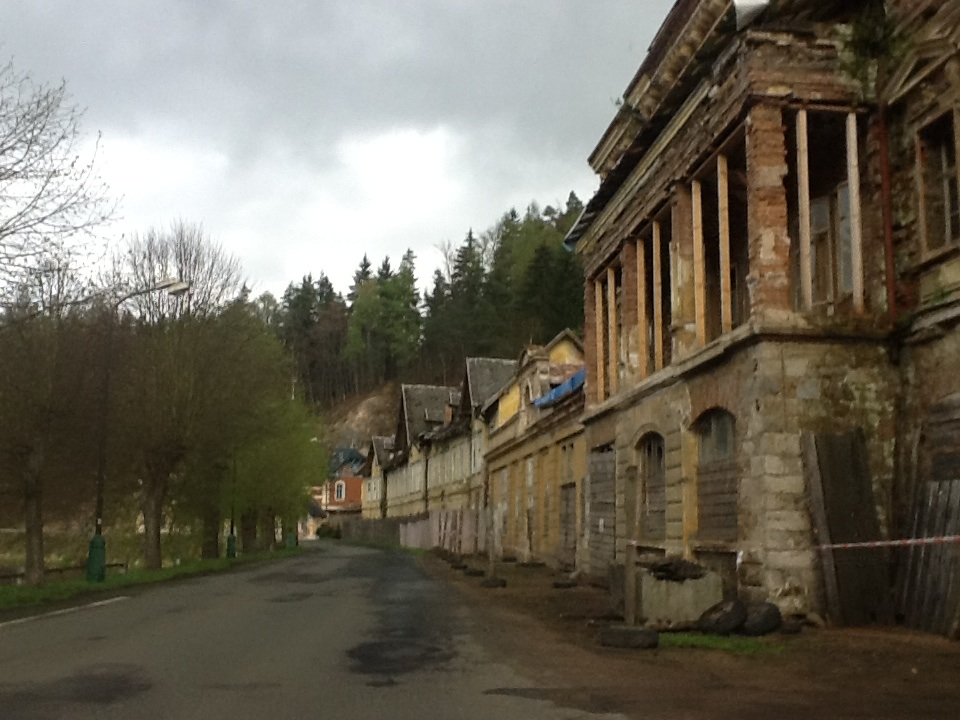
Straßenzug am südlichen Flussufer, 2014

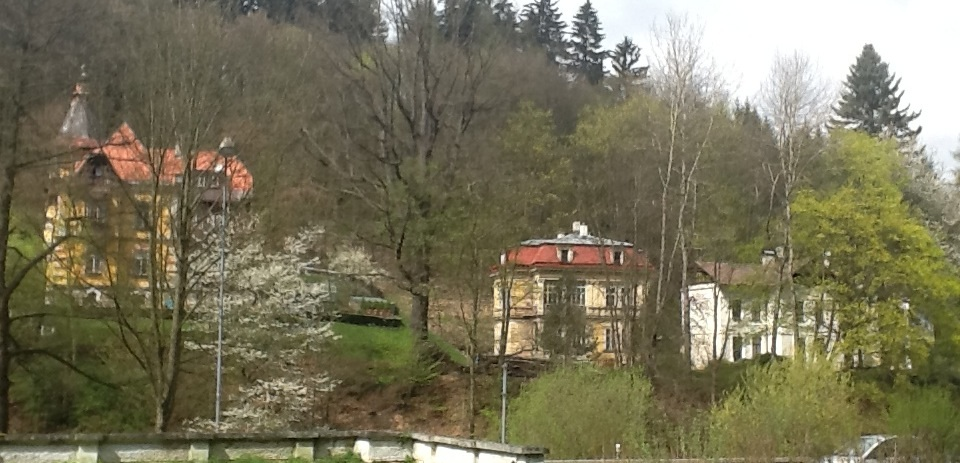
Siedlung am nördlichen Flussufer, 2014

Kyselka, bis 1950 Kysibl Kyselka, (deutsch: Gießhübl-Sauerbrunn) ist ein ehemaliger Kurort in Tschechien. Er ist heute ein Ortsteil der gleichnamigen Gemeinde Kyselka in der Karlsbader Region. Kyselka entstand beidseits der Eger und wird von 24 Menschen (Stand 2011) bewohnt. Die teilweise noch sanierungsbedürftigen Gebäude in der Kolonnade um das Schloss Mattoni werden seit 2013 restauriert.
Kyselka gehörte früher zu den Kurorten Österreich-Ungarns und der späteren Tschechoslowakei. Er lebte bis nach dem Zweiten Weltkrieg überwiegend vom Kurbetrieb und heute von der Mineralwasserabfüllung der Marke Mattoni.
Die fünf Mineralquellen im Ort sind reich an Kohlensäure und Mineralsalzen und Teil des Unternehmens Mattoni. Das Mineralwasser wird für Trinkkuren und Behandlungen gegen Atmungs-, Stoffwechsel- und Nierenerkrankungen und Schmerzen im Bewegungsapparat empfohlen.

## Name
Anfänglich trug die zur Herrschaft Gießhübel gehörige Einschicht den Namen Buchsäuerling. Bis zum ausgehenden 19. Jahrhundert ist der Doppelname Gießhübl-Puchstein und danach Gießhübl-Sauerbrunn belegt. Seit 1950 lautet der offizielle tschechische Name Kyselka.

## Geographie
Kyselka liegt am Fuße des Duppauer Gebirges im Okres Karlovy Vary in der Region Karlsbad (Karlovarský kraj). Der Ort erstreckt sich oberhalb der Einmündung der Lomnice rechtsseitig der Eger. Der höchste Punkt des Ortes liegt 478 m n. m. Südöstlich erhebt sich die Bučina (Buchkoppe; 582 m n.m.), im Süden der Švédlův vrch (Schwedelberg; 550 m n.m.) mit der Zwerglöcherwand. südwestlich der Na Pastvinách (516 m n.m.) sowie im Westen der Studený vrch (Kalteberg; 569 m n.m.).
Nachbarorte sind Radošov (Rodisfort) im Norden, Dolní Lomnice (Unter Lomitz) im Nordosten, die Wüstungen Horní Lomnice (Ober Lomitz) und Zakšov (Sachsengrün) im Osten, die Wüstung Mlýnská (Mühldorf) und Svatobor (Zwetbau) im Südosten, Dubina (Eichenhof) im Süden, Šemnice (Schömitz), U mostu (Egerbrück), Bärnhäuseln und Nová Kyselka (Rittersgrün) im Südwesten, Bor (Haid) im Westen sowie Stráň (Elm) im Nordwesten.

### Fläche
Die Gemarkung des Ortsteils umfasst knapp 76 ha. Von der Fläche des früheren Kurortes ist ungefähr die Hälfte überbaut, ein weiteres Drittel ist bewaldet.

### Flora und Fauna
Etwa zwei Viertel Kyselkas sind bewaldet. Der ursprüngliche Buchenwald bis nach Karlsbad ist an einigen Stellen einem Mischwald mit Eichen, Ahorn und Fichten gewichen, da der Anlage des Schlossparks viel Wald zum Opfer gefallen ist. In den höheren Lagen des Kurortgebiets schließt Nadelwald mit Fichten und Lärchen an.
Im Park leben heute Füchse, Dachse, Wildkatzen und Luchse. Im verwilderten Gebiet sind auch zahlreiche Vogelarten zu finden. Als Teil der Restaurierungsmaßnahmen seit 2013 wurden der Park und das gesamte Umland unter Naturschutz gestellt.

### Klima
Kyselka liegt in der gemäßigten Klimazone. Die mittlere Jahrestemperatur liegt um die 8 °C, Minuswerte im Winter erreichten zuletzt (um 1990) bis zu −12 °C, Pluswerte im Sommer bis zu 30 °C. Der meiste Niederschlag fällt im Juni und Juli, das Winterhalbjahr ist bis zum Februar relativ trocken.
Seit einem heftigen Gewitter im Jahr 1987 ist zu beobachten, dass die Niederschlagsmengen hier ständig steigen und es häufiger als früher zu starken Regenfällen kommt.

## Geschichte

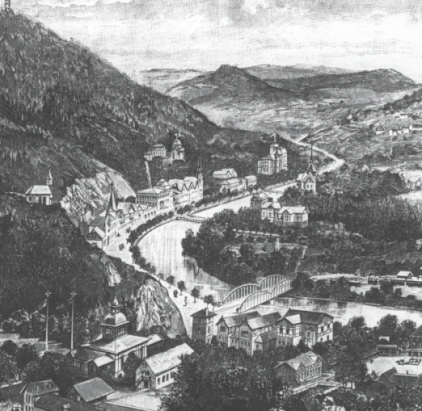
Kyselka um 1902

### Vorgeschichte
Die früher auch Buchsäuerling (bzw. Puchsäuerling) genannte Hauptquelle des Ortes wird im Jahre 1522 erstmals in einer Schrift von Wenceslaus Payer erwähnt. Es gibt Hinweise, dass 1614 das Gebiet um Kyselka bereits umzäunt wurde, wobei für das Trinkwasser Steuern bezahlt werden mussten. Erst 1687 verfügte Graf Hermann Jacob Czernin, dass das Wasser des Buchsäuerlings am Fuße der Buchkoppe kostenlos, aber nur an seine Untertanen ausgeschenkt werden darf. Die Grafen Hartig und Stiebar ließen bereits 1778 Quellwasser versenden. 1792/93 wurde Graf Joseph Stiebar von Buttenheim alleiniger Besitzer und erweiterte den Export des Quellwassers. Er lieferte es auch in Städte wie Wien, Prag und Karlsbad und gründete einen eigenen Kurort.
1844 finanzierte der Ritter und spätere Freiherr Wilhelm von Neuberg (1802–1862), der ab 1829 Lehnsherr der Herrschaft Gießhübel war, den Bau der ersten Molken-, Bade- und Brunnen-Kuranstalt. Die Popularität stieg so weit, dass am 23. August 1852 der griechische König Otto I. den Ort besuchte. Zu dessen Ehren wurde damals der Gießhübler Sauerbrunn auch König Ottos-Quelle genannt.

### Ära Mattoni und Zwischenkriegszeit

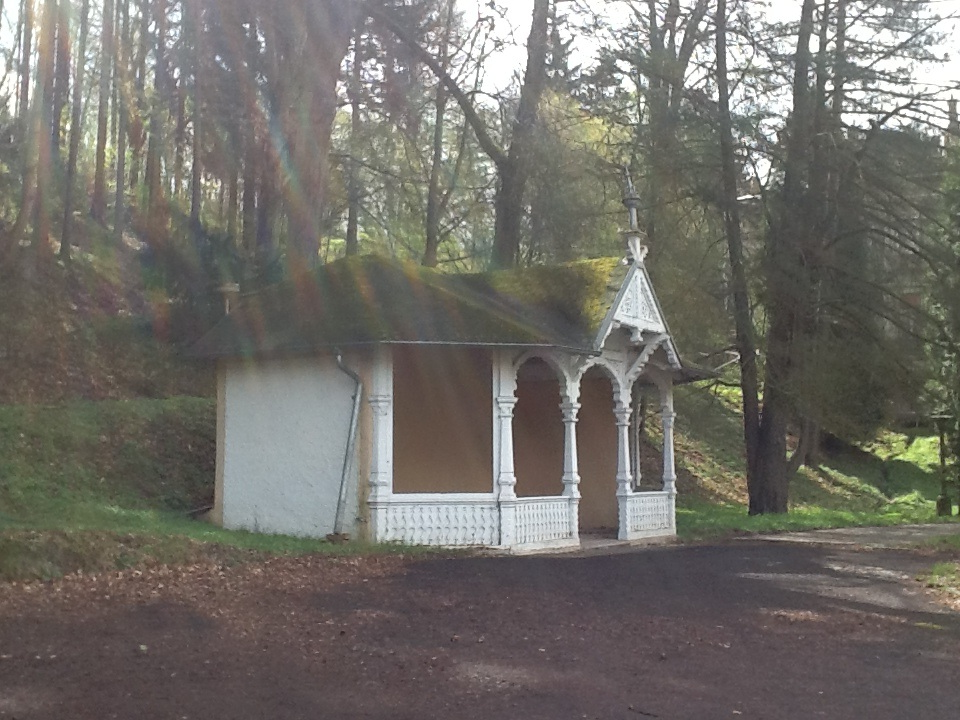
Der von einigen berühmten Kurgästen besuchte Kurpavillon des Bades 2014

1867 pachteten Friedrich Knoll und Heinrich Mattoni aus Karlsbad die Quelle mit der stärksten Schüttung, die Ottoquelle. Sie setzten das Abfüllung und den Versand des Quellwassers in Glasflaschen fort und erweiterten es intensiv. 1876 hatte das Unternehmen Mattoni über eine Million Flaschen verkauft. Mit den massiven Gewinnen aus dem Verkauf und auf Rat des Mediziners Josef von Löschner kaufte Mattoni das umliegende Land auf. Nach und nach baute er bis zu seinem Tod den Ort aus, so unter anderem eine neue Kolonnade, ein Sanatorium, eine Wasserheilanstalt, mehrere Kurhäuser, das Kur-Restaurant, Läden und eine Kapelle entstanden. Die Zahl der Kurgäste des Ortes betrug 1892 552 und die der Passanten 23.800. 1894 besuchte Kaiser Franz Joseph I. den Ort. 1911 wurde die neue Straße von Drahowitz durch das Egertal bis Gießhübl Sauerbrunn und weiter nach Duppau fertiggestellt. Zu dieser Zeit war der Bau einer Straßenbahnverbindung zwischen Karlsbad und Gießhübl Sauerbrunn vorgesehen. Nach dem Mattoni 1910 verstarb, ehrte ihn die Gemeinde 1914 mit einem Denkmal. Trotz des Ersten Weltkriegs wuchsen die Besucher- und die Einwohnerzahl. 1918 wurde der Ort von der Republik Deutschösterreich beansprucht, jedoch an die Tschechoslowakei angeschlossen, indem die Tschechoslowakische Armee den Ort 1919 besetzte. Der Kurbetrieb erlosch 1920 und wurde 1923 wiederbelebt. In den 1930er Jahren stieg die Zahl der Kurbesucher an. Trotz des Aufschwungs blieb Gießhübl-Sauerbrunn eine Häusergruppe, die zwischen den Gemeinden Zwetbau, Rodisfort und Rittersgrün aufgeteilt war.

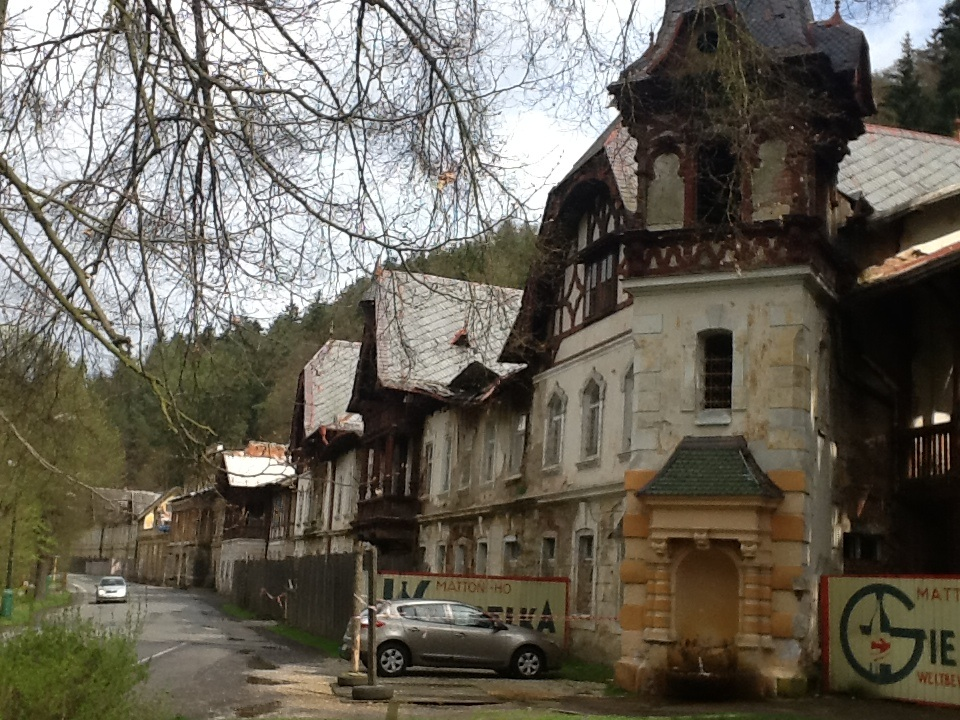
Nördlicher Teil mit historischen Kurhäusern einschließlich „Heinrichshof“ im Vordergrund

### Münchner Abkommen und Zweiter Weltkrieg
Durch das Münchner Abkommen 1938 fiel der Kurort an das Deutsche Reich und wurde Teil des Reichsgaus Sudetenland. 1942 wurde aus den Gemeinden Rodisfort und Unter Lomitz sowie Teilen der Gemeinden Rittersgrün, Schömitz und Zwetbau die neue Gemeinde Gießhübl-Sauerbrunn gebildet. Am 5. Mai 1945 verließen die letzten deutschen Beamten den Ort und die US-Streitkräfte besetzten den Ort. Am 11. Mai 1945 erfolgte die Übergabe an die Rote Armee.

### Nachkriegszeit und Teil der Tschechoslowakei

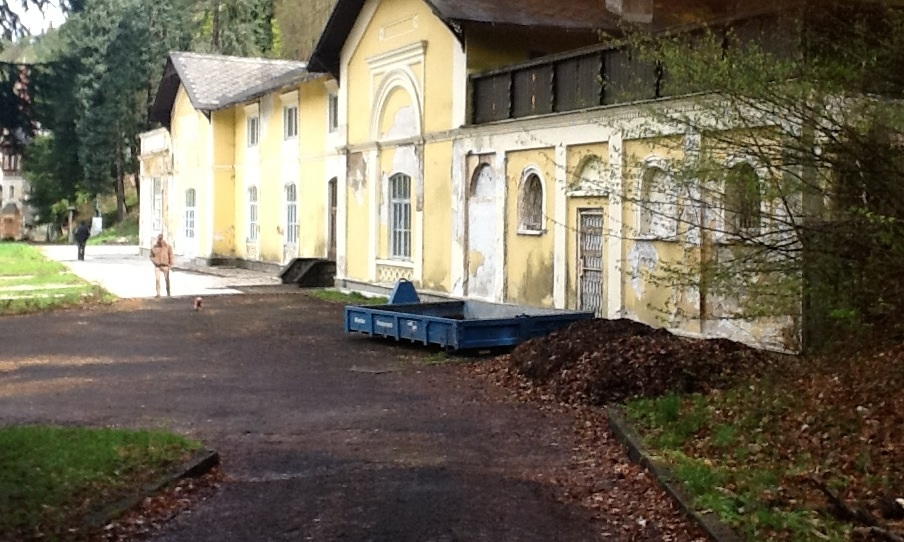
Früheres Kur-Restaurant 2014

Nach dem Krieg wurden die meisten der deutschen Einwohner vertrieben und es kam zu einer Neubesiedlung von Kyselka. In die noch leerstehenden Häuser wurden Roma und Tschechen einquartiert. Die während der deutschen Besetzung erfolgte Gemeindefusion wurde wieder aufgehoben. Am 1. Mai 1946 wurde der Kurbetrieb wieder aufgenommen. In der Mattoni-Villa war für einen kurzen Zeitraum ein Heim für Waisenkinder des griechischen Bürgerkriegs eingerichtet; dieses wurde 1952 geschlossen. Zum 11. Juni 1949 erfolgte ein erneuter Zusammenschluss der Dörfer Radošov, Rydkéřov und Dolní Lomnice zu einer Gemeinde Kysibl-Kyselka, die im Jahr darauf in Kyselka umbenannt wurde. Obwohl das Kurbad Kyselka der Gemeindesitz war, wurde erst im Zuge der Gemeindegebietsreform von 1960 ein Ortsteil Kyselka geschaffen.
Die Betriebe des Ortes blieben zunächst von den großen Verstaatlichungen in der ČSSR ausgenommen und wurden erst 1957 volkseigen. Im Jahre 1960 wurde das Kurbad in eine Kurklinik für Jugendliche umgewandelt; bis zum Jahr 1991 gehörte der Kurbetrieb zu den Tschechoslowakischen Staatsbädern. In den 1960er Jahren wurde Kyselka kurzzeitig geräumt und dem Truppenübungsplatz Hradiště zugeordnet. Nachdem sich das Gelände für diesen Zweck als ungeeignet erwiesen hatte, wurden wieder Menschen im Ort angesiedelt. Sämtliche verbliebenen Einwohner verließen den südlich der Eger gelegenen Ortsteil im Verlauf der 1970/80er Jahre. 1990 wurde der Prozess der Privatisierung beschlossen, was jedoch keine Wirkung zeigte, so dass nach und nach viele Gebäude zerfielen.

### 1993 bis heute

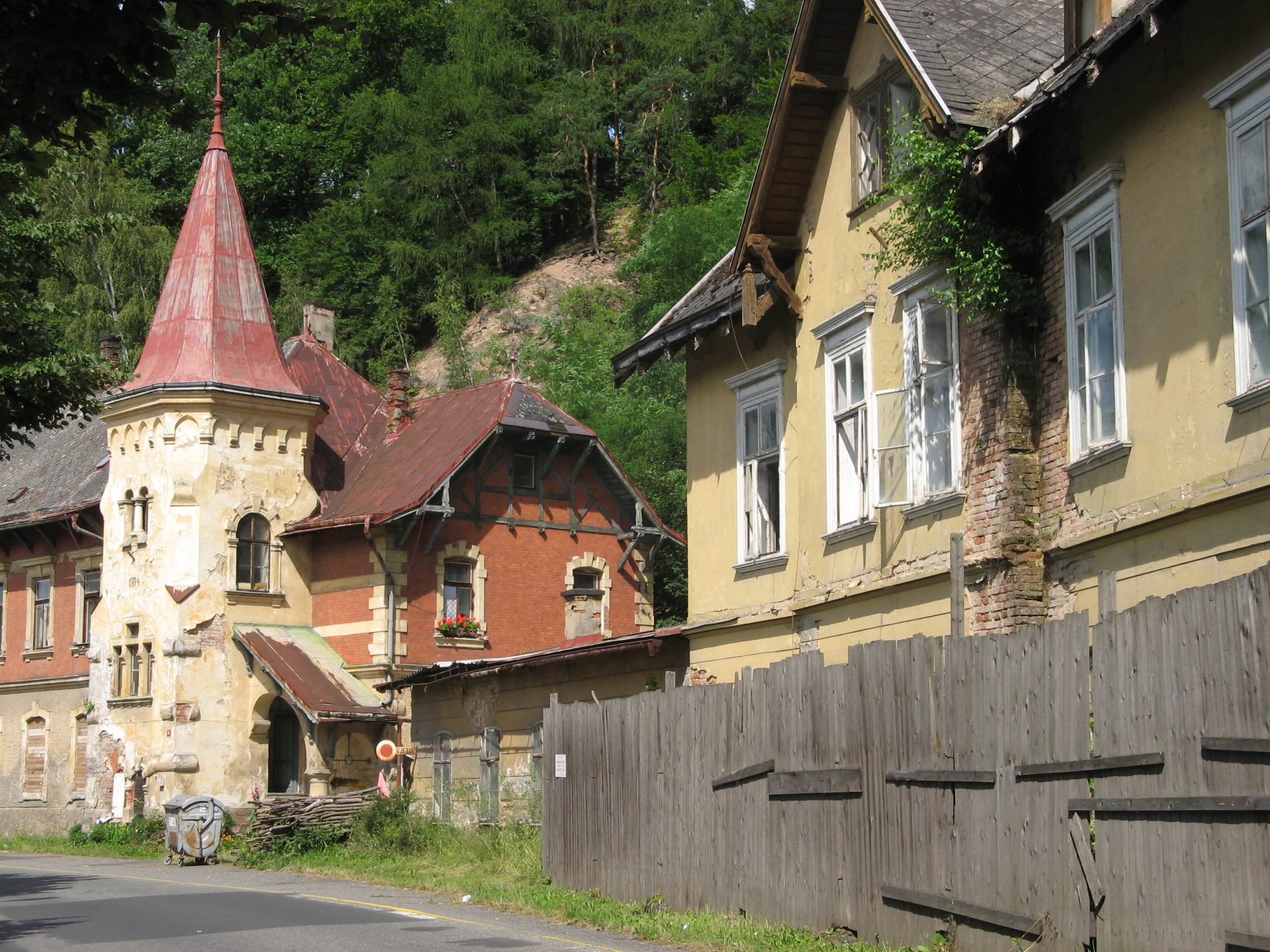
Das Haus Stalburg und andere Gebäude 2010

Zum 1. Januar 1992 wurde die Kinderkurklinik geschlossen und die denkmalgeschützten Gebäude des ehemaligen Kurbades versteigert. Nach der ebenfalls 1992 erfolgten Privatisierung des staatlichen Brunnenbetriebes Západočeská zřídla gingen die Anlagen in den Besitz des nationalen Vermögensfonds der Tschechischen Republik (Fond národního majetku České republiky) über, der die verstopften Mineralwasserquellen reinigen ließ. 1994 wurde ein deutsch-russisches Unternehmen (unter der Leitung von U. S. Chalitujev) auf den Ort aufmerksam, kaufte das ehemalige Kaffeehaus. Das Unternehmen plante dessen komplette Restaurierung, mit der auch begonnen wurde. 1997 brach es dieses Projekt jedoch wieder ab, da sein Plan, Kyselka in ein großes, luxuriöses Unterhaltungs- und Freizeitzentrum zu verwandeln, an fehlenden Geldmitteln gescheitert war. In der Folge zerfiel auch dieses Gebäude wieder.
Von den zerfallenen Gebäuden gehören die meisten der RIS (Revitalizační investiční společnost), die übrigen Gebäude zusammen mit der Mehrheit vom Spaland gehört dem Unternehmen Karlovarské mineralní vody (Abfüller des Mattoni–Mineralwassers). Seit 2010 übt die Verwaltung Karlsbads ständig Druck auf das Unternehmen aus und fordert einen Verkauf der Gebäude.
Die Eigentümer haben wiederholt einen Wiederaufbau des Ortes versprochen, aber nach den letzten Änderungen ist klar, dass dies versäumt wurde. Obwohl einige Politiker eine Liquidation des Ortes fordern, hat es der zivile Widerstand bisher geschafft, dass der 2011 aufgehobene Denkmalschutz, der einen Abriss der Gebäude erlaubte, wieder in Kraft trat und die Kuranlagen seit März 2012 geschützt sind.
Der letzte Besitzer der RIS verkaufte den Ort im Januar 2012 für 17,5 Millionen Tschechische Kronen.

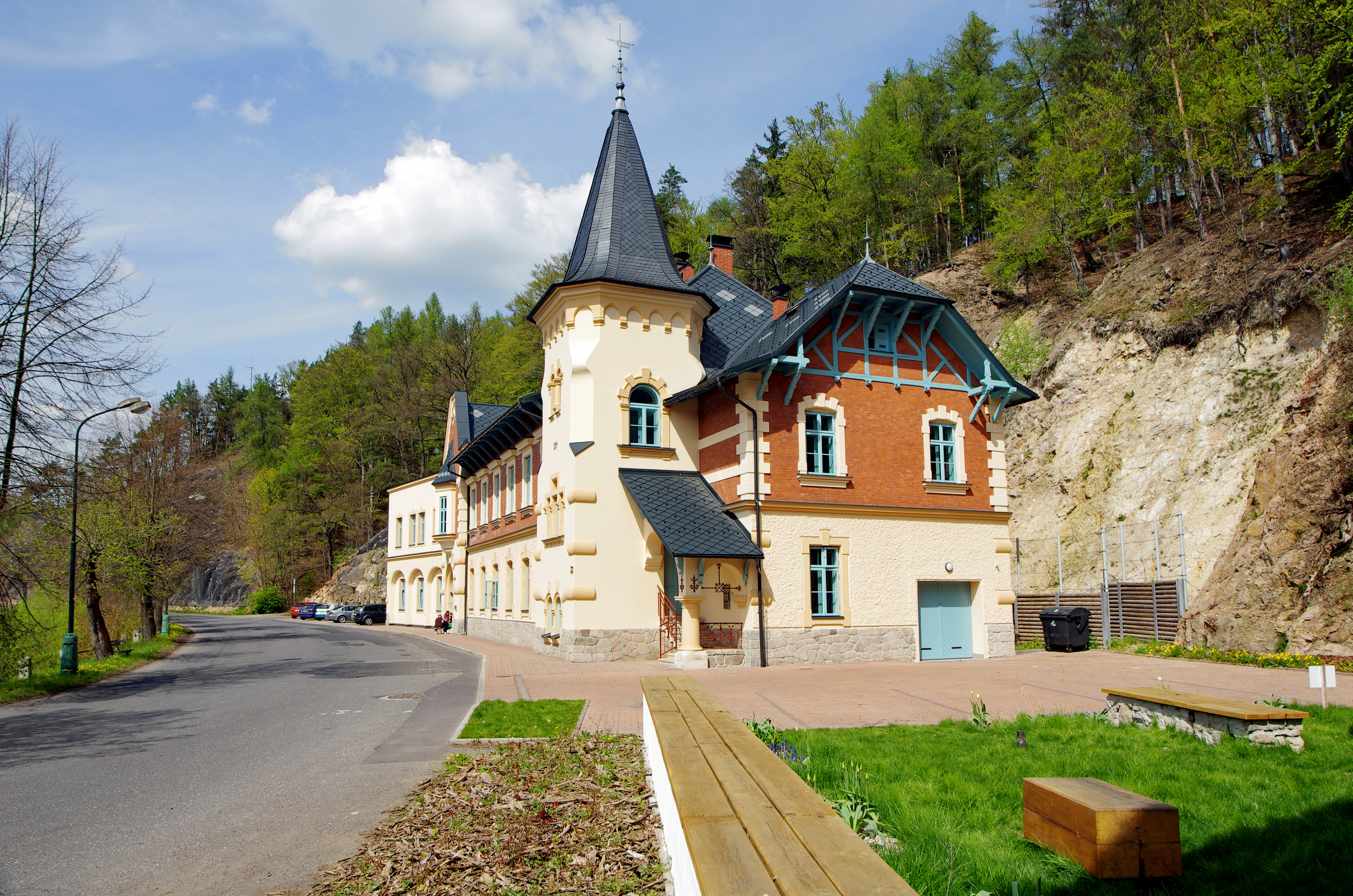
Das restaurierte Haus Stalburg 2016

Der Verein zur Erhaltung und Entwicklung von Kulturerben (ASORKD) hatte am 13. Februar 2011 beschlossen, eine Kampagne zu starten, um Kyselka zu retten und die Enteignung der bisherigen Eigentümer der Gebäude voranzutreiben. Anschließend begann man zur Finanzierung der Rettung des Ortsbildes öffentlich Geld zu sammeln und bemühte sich um staatliche Subventionen. Mit Unterstützung durch Medien, der Sammlung von 27.000 Unterschriften und der finanziellen Spende eines Unternehmens gelang es 2012 zum ersten Mal seit den 1970ern wieder größere öffentliche Aufmerksamkeit auf den Ort zu lenken. Doch die ASORKDU stand vor weiteren Herausforderungen. Als Präsident Václav Klaus den Ort besuchte, lehnte er eine Verstaatlichung zwar ab, mit der Zeit wuchs jedoch das öffentliche Interesse an der Rettung der Gebäude und es besuchten prominente Persönlichkeiten, wie der Schauspieler und Regisseur Ladislav Smoljak und der Ombudsmann Otakar Mattoni, ein Urenkel Heinrich Mattonis, den Ort.
2013 wurde schließlich von offizieller Seite ein Prozess der Rekonstruktion beschlossen, demnach nur wenige Gebäude rekonstruiert und die restlichen abgerissen werden sollten. Schließlich sah man von diesem Plan ab und es sollen nun mit finanzieller Hilfe von Sponsoren fast alle Gebäude rekonstruiert werden. Im Herbst 2013 wurde das Haus Stalburg als erstes Gebäude komplett restauriert. Die Rekonstruktion der Mattoni-Villa und des Theaters geht langsam voran. Weitere Gebäudesanierungen sind in Planung, wobei das ehemalige Feuerwehrhaus, abgerissen werden und ein kleiner Park entstehen soll. Geplant ist, dass Kyselka wieder ein Kurort wird, in dem es circa 600 Einwohner geben soll. Der Sanierungsstatus des Ortes ist jedoch nach wie vor schlecht. Die Gebäude sind aber jetzt teilweise vor Naturgewalten geschützt und die Mineralquellen sprudeln wieder.

### Wappen des Ortsteils
Der Ortsteil Kyselka besitzt ein eigenes Wappen. Es ist in zwei breite Felder in den Farben gelb und rot geteilt. Auf der gelben Seite sind zwei sechseckige Sterne mit einem Anker, der von einer Schlange umschlungen wird, in der Mitte abgebildet. Unterhalb der gelben Hälfte ist auf der roten Hälfte ein Löwe, der sogenannte Gießhübler Löwe, abgebildet. Diesem fließt Mineralwasser aus dem Mund und bildet unterhalb einen kleinen Teich.
Das Wappen des Ortes ist auf vielen Gebäude des Ortsteils Kyselka abgebildet und ist eine veränderte Version des Wappens der Familie Mattoni. Es wurde um 1890 zum ersten Mal an einem Bauwerk angebracht.

## Einwohner

### Ethnische Gruppen
Vor dem Zweiten Weltkrieg lebten im Ort überwiegend Deutsche. 1945/46 wurden viele Deutsche vertrieben. Nach dem Zweiten Weltkrieg waren, um den Bevölkerungsverlust aufzufangen, zeitweise Roma, Kroaten, Bulgaren, Ukrainer und Russen angesiedelt, verschwanden aber spätestens mit der Zwangsräumung in den 1960ern. Ab den 1970ern bis in die 1980er Jahre bewohnten wieder Roma den Ort und stellten zeitweise die zweitgrößte ethnische Gruppe. Ende 2007 erneut zugezogene Roma-Familien wurden 2013 wieder abgesiedelt. Heute leben im Ort überwiegend Tschechen.

### Bevölkerungsentwicklung
Für die Zeit vor 1961 liegen keine amtlichen Einwohnerzahlen vor, da Kyselka als Häusergruppe auf verschiedene Gemeinden bzw. Ortsteile aufgeteilt war. 1991 hatte der Ort 54 Einwohner. Im Jahre 2001 bestand Kyselka aus 13 Wohnhäusern, in denen 34 Menschen lebten. 2011 hatte Kyselka 24 Einwohner.
Einwohnerzahlen von Kyselka
| Jahr      | 1961   | 1970 | 1980 | 1991 | 2001 | 2011 |
| Einwohner | 254    | 140  | 59   | 54   | 34   | 24   |
| Häuser    | [ 21 ] | 15   | 12   | 13   | 13   | 13   |

## Wirtschaft und Tourismus

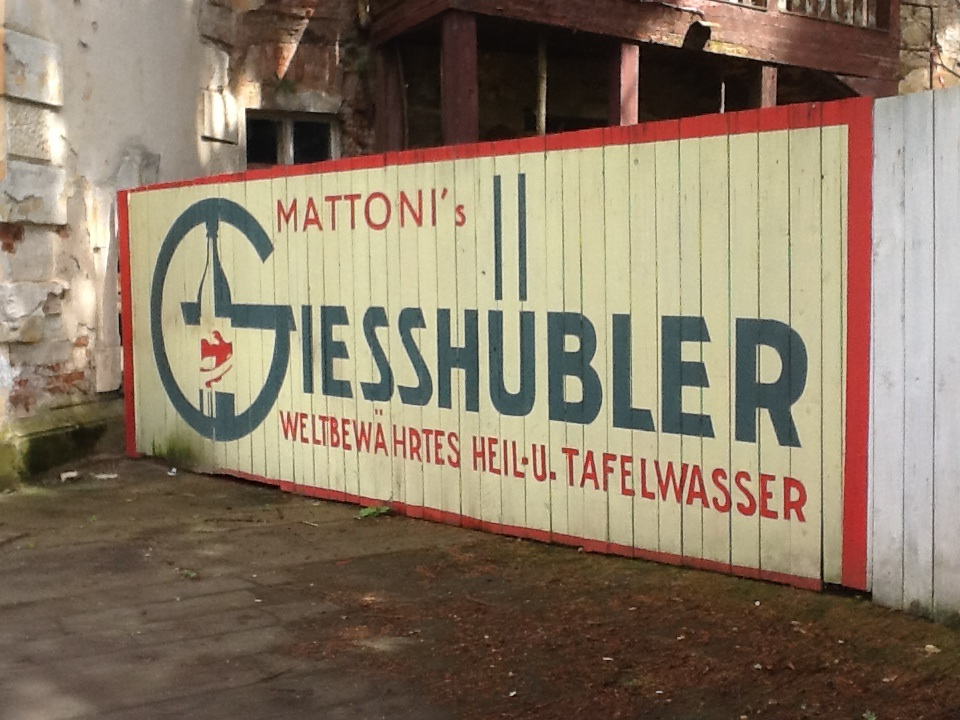
Werbung für das örtliche Mineralwasser

Kyselka war früher das Wirtschaftszentrum der Umgebung. Früher spielten in Kyselka die Kurgäste eine entscheidende Rolle. Von 1910 bis 1914 hatte der Kurort etwa 2500 Besucher pro Monat. Ihre Zahl wuchs bis zu Beginn des Ersten Weltkriegs auf etwa 4500 bis 5500 Gäste. Der Zustrom sank ab 1918 stark, erreichte jedoch 1928 wieder einen Höhepunkt. Im Verlauf des Zweiten Weltkrieges blieben die meisten Gäste aus. Von 1946 und 1947 wurde der Ort von überwiegend russischen und ukrainischen Gästen besucht. Danach brach der Zustrom komplett ab. Heute gibt es in Kyselka keine nennenswerte touristische Infrastruktur und keine Kurgäste.
Im Ort existiert seit über 100 Jahren der Getränkehersteller Mineralwasser Mattoni. Während der deutschen Besatzung übernahm die Deutsche Wirtschaftsbetriebe GmbH der SS 98,8 % der vor dem Konkurs stehenden Heinrich Mattoni AG.

## Verkehr

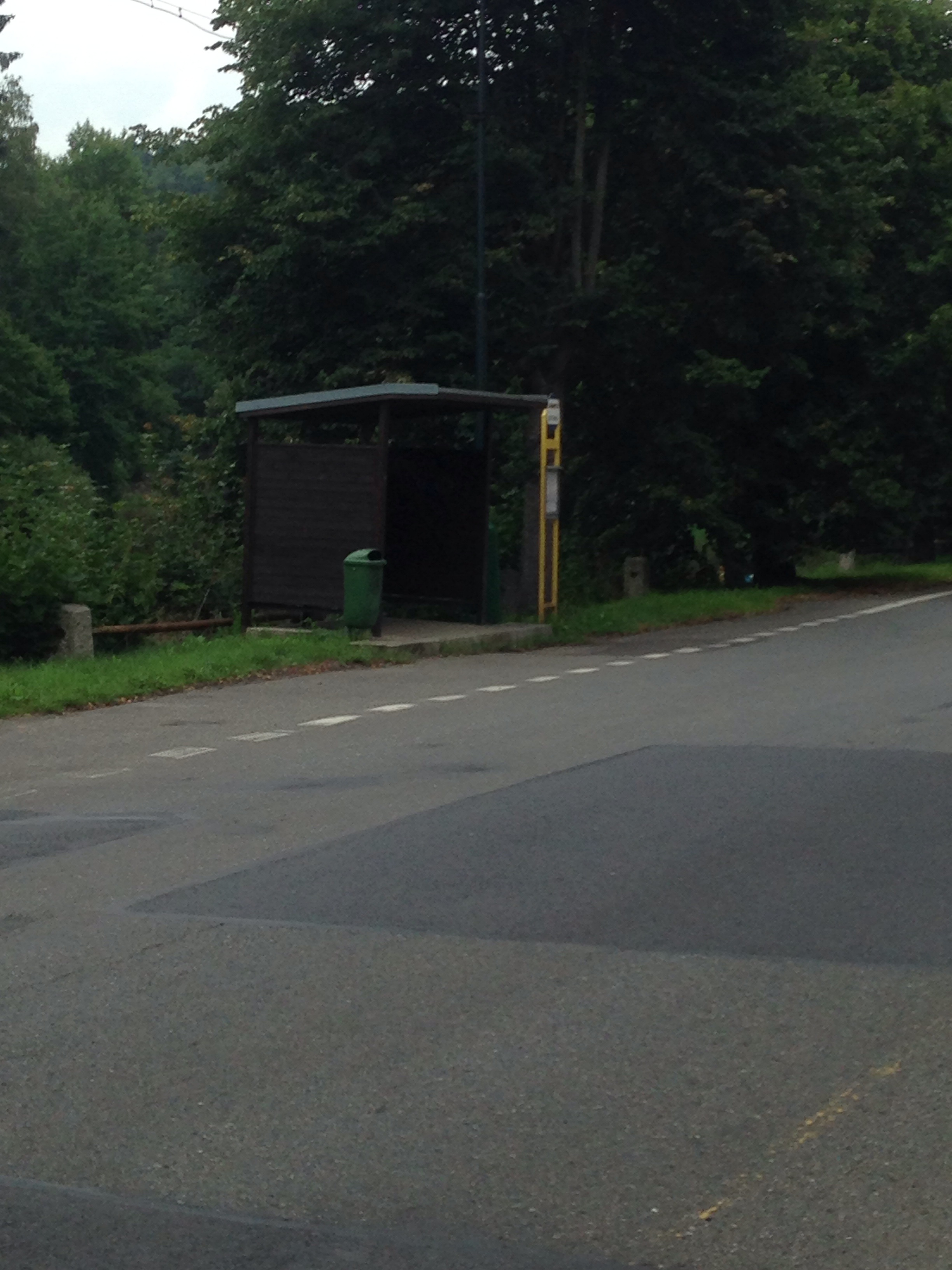
Bushaltestelle im Ort

Durch Kyselka führt die Bahnstrecke Vojkovice nad Ohří–Kyselka, durch die auch Karlsbad erreichbar ist.
Durch den Kurort führt die Staatsstraße II/222 nach Radošov. Zudem gibt es mehrere kleinere Wege und zwei Brücken, die über den Fluss Eger führen.
Es gibt eine Buslinie nach Kyselka. Früher existierte bis 1948 ein 1919 angelegter Radweg.
Die Standseilbahn im Ort diente dem Transport von Flaschen.

## Kultur

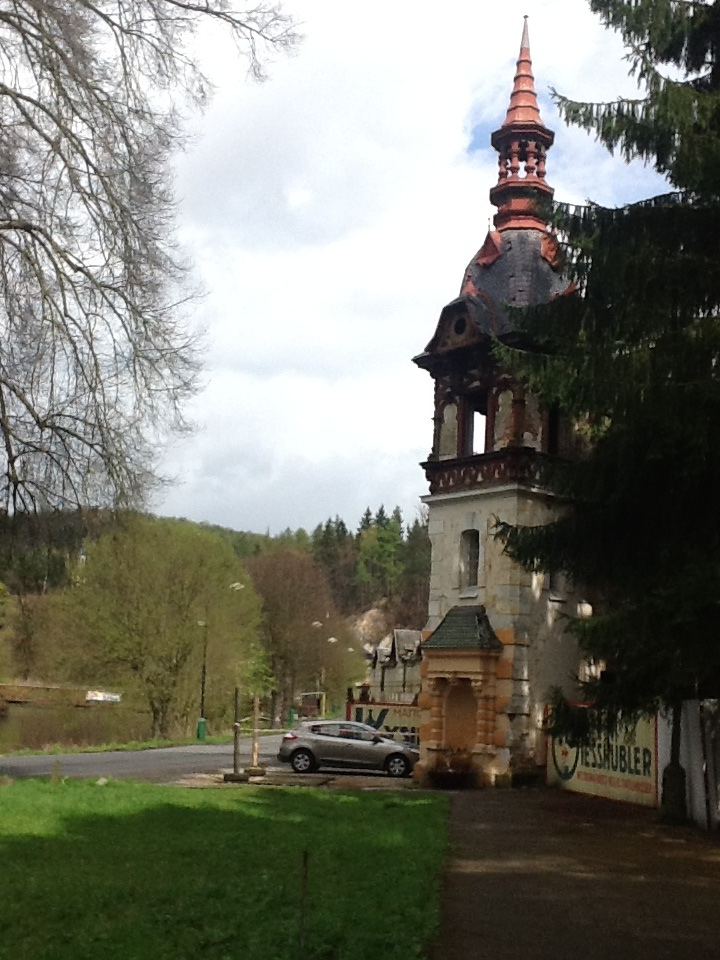
Turm des Jindřichův dvůr

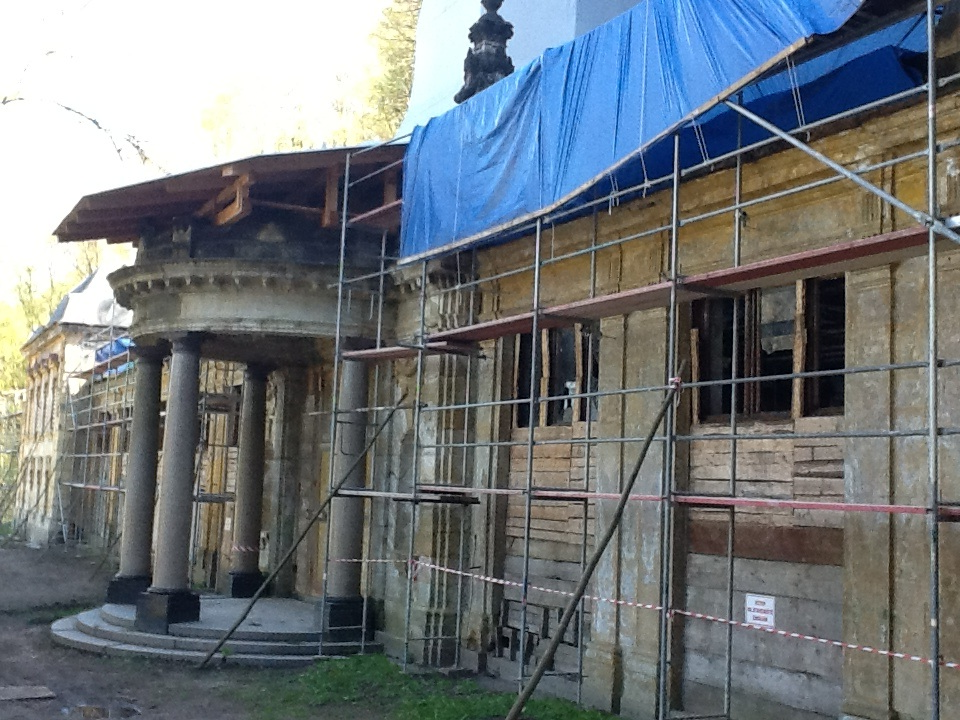
Der frühere Quellentempel während der Renovierung

Es gab Amphoren, Statuen und Luxusgärten in Kyselka, die Gebäude waren architektonisch aufwändig gestaltet und der Schlosspark war gepflegt. Heute existieren nur noch sehr wenige öffentliche Kunstwerke.
Im Ort gab es zwei kleinere Kunstmuseen und ein Heimatmuseum. Heute widmet sich ein Museum der Marke Mattoni.

## Sehenswürdigkeiten

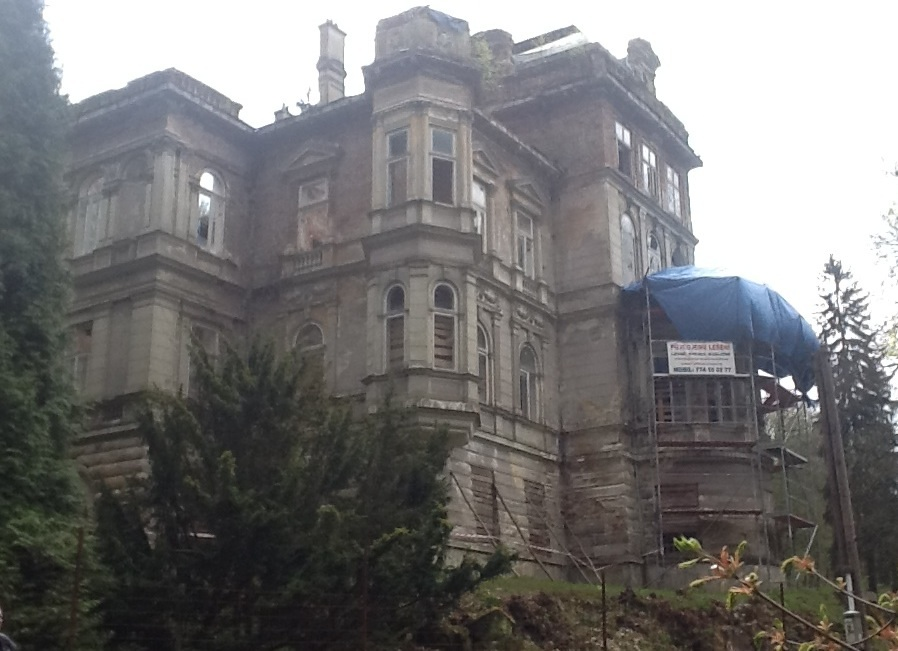
Schloss Mattoni, 2014

- Der Vorgängerbau von Schloss Mattoni wurde 1867 erbaut und war bis zu seinem Tod 1910 das Wohnhaus Mattonis. Nach seinem Tod wurde es als Schule genutzt und war im Zweiten Weltkrieg im Besitz einer deutschen Familie. Nach dem Zweiten Weltkrieg wurde aus dem historischen Gebäude ein Kinderheim für Waisen des Griechischen Bürgerkriegs. 1960 wurde im weiträumigen Kellerkomplex des Gebäudes ein Militärstützpunkt eingerichtet. Seit Mai 2013 werden Restaurierungsarbeiten durchgeführt. Im Park befindet sich der hölzerne Kurpavillon und parallel zur Straße die unter Naturschutz stehende Lindenallee.

- Haus Stalburg ist ein schlossähnliches Gebäude, das um 1870 erbaut wurde. Es hatte in seiner Geschichte mehrere Besitzer und wurde 1957 verstaatlicht. Das Gebäude wurde von 2013 bis 2014 restauriert, wobei ein zusätzlicher Anbau für starke Kritik sorgte.

- Das Mattoni-Denkmal wurde 1914 zur Ehrung Heinrich von Mattonis errichtet und 2013/14 restauriert.

- Schlosspark; er umfasst vor allem Wald, wobei die historischen Grenzen immer noch erhalten sind. 2013 wurden viele der neugewachsenen Bäume gefällt.

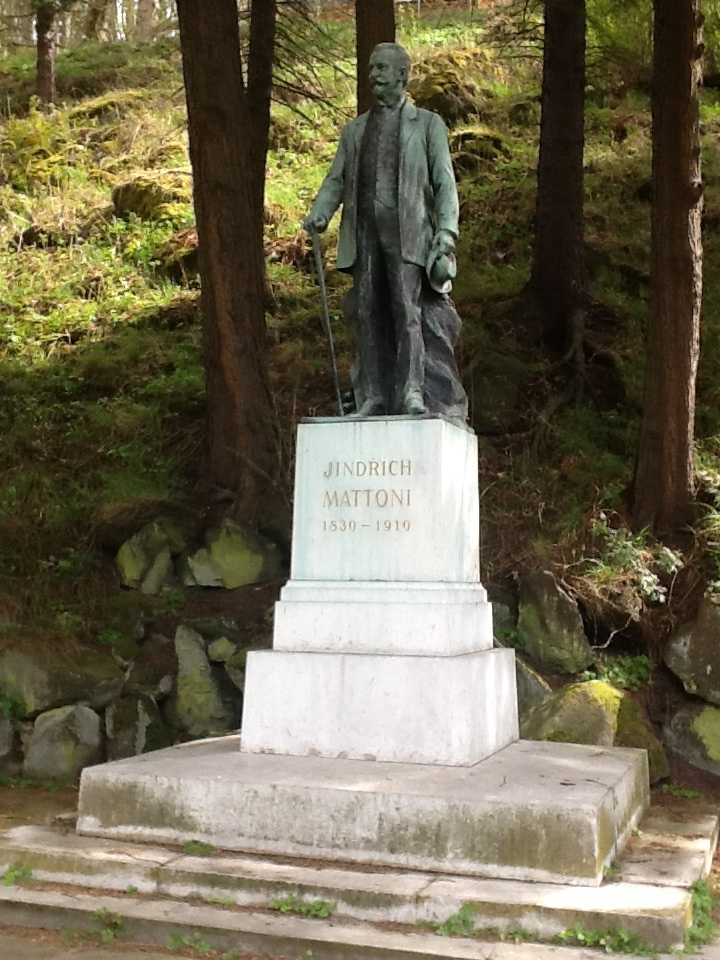
Mattoni-Denkmal, 2014